# 永見長良
永見 長良（ながみ ながよし）は、江戸時代前期の高田藩士。通称は大蔵。越後騒動の中心人物の一人。永見大蔵の呼び名で知られる。

## 来歴
松平忠直の三男として生まれる。慶安4年（1651年）4月21日、同母兄松千代（永見長頼）らと共に越後国高田へ移り住む。異母兄松平光長から知行2千石と偏諱を賜う。妹婿である筆頭家老小栗正矩が行った蔵米制に反発し、両者の間に対立が生じた。
延宝2年（1674年）、光長の嫡男綱賢が死去した。綱賢は無嗣であり、光長も他に男子がいなかったため急ぎ世嗣を決めねばならなくなった。小栗ら重臣たちの評定により甥永見万徳丸が光長の世嗣となった。長良も世嗣候補の一人であったが高齢を理由に候補から外された。万徳丸は元服して4代将軍徳川家綱から偏諱を賜り綱国と名乗った。
綱国が世継と決まったが、家中では小栗が大六を世継にしようと企んでいるとの疑惑を持たれた。これに対して次席家老荻田本繁ら反小栗派の重臣たちが長良を押し立てて藩士890名を糾合（お為方）、延宝7年（1679年）正月、長良らは光長に目通りして同志890人の誓紙を差し出し、小栗の悪政を糾弾して、小栗の隠居を要求した。優柔不断の光長はお為方の強硬さに押し切られて小栗の隠居を命じる。小栗はやむなく隠居を願い出て大六に家督を譲るが、長良らは収まらずさらに騒ぎを大きくした。事態を収拾できなくなった光長は大老酒井忠清に裁定を訴え出た。酒井忠清は両派に和解を申し渡すが長良らは納まらず、遂に10月、幕府は長良とその一派を人心を惑わした罪で大名家へのお預けの処分を下され、長良も萩藩毛利家へ預けられた。
延宝8年（1680年）5月、将軍・家綱が死去。5代将軍に就任した徳川綱吉は一連の騒動の再調査を命じた。再審は同年12月に始まり、小栗や大名お預けとなった長良らに江戸出府が命じられた。長良は小栗と江戸で対決。長良は小栗の悪政と専横（贅沢で人心を堕落させ、豪華な屋敷をつくったことなど）を言い立て、更に子の大六を世継にしようと企てたと主張。小栗はこれらの攻撃に雄弁に反駁した。年を越して詮議は続いた。延宝9年（1681年）6月、長良や小栗らが江戸城に召喚され、将軍・綱吉の親裁が行われた。短い質疑の後、綱吉は裁定を下した。小栗父子は切腹、長良も荻田と共に八丈島に流罪、高田藩は改易処分とされた（「越後騒動」）。
流人で庶子と言えども、長良は系譜上は徳川家康の男系曾孫にあたる人物であり、八丈島でも厚遇を受けたと言われている。だが、元禄14年（1701年）に同島を襲った飢饉は、流人を含めた島民の大半が死亡するという歴史的な大飢饉であった。このような島の事態の中で長良もまた食料を得る事が出来ずに、金の詰まった千両箱を抱えながら、荻田と共に餓死したといわれている。

## 系譜
- 侍妾：某氏
  - 女子（? - 1696年[1]）[注釈 3]